# Wild West im Weltraum
Wild West im Weltraum (Originaltitel: Spectre of the Gun) ist die nach Ausstrahlungsreihenfolge sechste und nach Produktionsreihenfolge erste Episode der dritten Staffel der Science-Fiction-Fernsehserie Raumschiff Enterprise. Sie wurde in englischer Sprache erstmals am 25. Oktober 1968 bei NBC ausgestrahlt. In Deutschland war sie zum ersten Mal am 28. März 1988 in einer synchronisierten Fassung bei Sat.1 zu sehen, nachdem das ZDF sie bei der deutschen Erstausstrahlung der Serie in den Jahren 1972 bis 1974 übergangen hatte.

## Handlung
Im Jahr 2268 bei Sternzeit 4385.3 soll die Enterprise im Auftrag der Föderation friedlichen Kontakt zu den isoliert lebenden Melkoten herstellen. Das Schiff trifft dabei auf eine Boje, die eine Warnung vor der Weiterreise übermittelt. Captain Kirk ignoriert die Botschaft und steuert den Heimatplaneten der Melkoten an. Zusammen mit seinem ersten Offizier Spock, Schiffsarzt McCoy, Chefingenieur Scott und Navigator Chekov beamt er auf die Oberfläche. Die fünf Männer finden sich dort in einem dichten Nebel wieder und stellen fest, dass ihre Instrumente nicht mehr funktionieren und die Kommunikation mit der Enterprise unterbrochen ist. Daraufhin erscheint ein Melkote und verkündet, dass sie für ihr unerlaubtes Betreten des melkotischen Territoriums mit dem Tod bestraft werden müssen. Die Art ihres Todes soll Kirks Geist entnommen werden.
Unvermittelt findet sich das Team jetzt in der unwirklichen Kulisse einer Westernstadt wieder. An der Stelle ihrer Phaser finden sie primitive Revolver vor. Eine Zeitung informiert sie darüber, dass dies hier Tombstone, Arizona am 26. Oktober 1881 sein soll. Als sie den Sheriff treffen, spricht dieser Kirk als Ike Clanton an. Kirk und Spock wird schnell klar, dass man sie hier für die Clanton-Bande (bestehend aus Ike und Billy Clanton, Frank und Tom McLaury sowie Billy Claiborne) hält. Das Datum ist jenes, an dem die Schießerei am O. K. Corral stattfand, in der die Clantons gegen die Brüder Wyatt, Morgan und Virgil Earp sowie Doc Holliday antraten – und verloren. Offenbar sollen Kirk und seine Leute dieses Ereignis nacherleben und dabei sterben.
Kurz nach dieser Erkenntnis werden sie Zeuge, wie Morgan Earp vor dem Saloon einen Mann erschießt. Kirk hat kein Interesse an einem Streit und versucht die Stadtbewohner zu überzeugen, dass sie nicht die Clantons sind. Er hat damit aber keinen Erfolg. Eine junge Frau namens Sylvia hält Chekov für ihren Geliebten Billy Claiborne, was diesem sehr gefällt. Kirk sucht nun das direkte Gespräch mit den Earps, doch auch sie halten ihn weiterhin für Ike Clanton. Sie geben ihm Zeit bis 17 Uhr, um die Stadt zu verlassen, aber keine Minute mehr. Kirk nimmt dieses Ultimatum gern an, doch an der Stadtgrenze werden er und seine Leute von einem Kraftfeld gestoppt. Sie überlegen, welche Optionen ihnen bleiben, und kommen auf die Idee, einige Geschosse mit betäubendem Gas zu improvisieren, die sie auf die Earps werfen wollen. Hierzu benötigen sie einige Chemikalien, die sich McCoy beim Zahnarzt der Stadt leihen will. Der vermeintliche Zahnarzt, den McCoy in der Praxis antrifft, ist aber lediglich ein Barbier und ein vermeintlicher Patient ist der echte Zahnarzt: Doc Holliday. Der ist aber amüsiert über McCoys Erscheinen und überlässt ihm die Chemikalien.
Chekov verbringt derweil Zeit mit Sylvia und sie gesteht, dass sie ihn heiraten möchte. Plötzlich bekommen sie Besuch von Morgan Earp, der Sylvia von Chekov wegzerrt. Chekov will sie beschützen und zieht seinen Revolver. Earp jedoch ist schneller. McCoy kann nur noch Chekovs Tod feststellen. Spock findet das merkwürdig, denn der echte Billy Claiborne hat die Schießerei am O. K. Corral überlebt. Kirk will jetzt noch ein letztes Mal um Hilfe bitten und wendet sich an den Sheriff, doch der denkt nicht daran, sich in den Streit zwischen den Earps und den Clantons einzumischen. Inzwischen sind die Gasgeschosse fertig. Kirk besteht auf einem Test und Scott bietet sich als Freiwilliger an. Er inhaliert das Gas, doch es tritt keine Wirkung ein. Spock wird jetzt klar, dass alles um sie herum nur eine Illusion ist. Chekov starb nicht durch eine Kugel, sondern weil sein Bewusstsein ihm vortäuschte, er sei erschossen worden.
Kirk weigert sich, sich von der Stelle zu rühren, doch kurz vor 17 Uhr finden er und seine Leute sich unvermittelt am O. K. Corral wieder. Spock ist überzeugt, dass die einzige Chance auf Überleben darin besteht, sich absolut darüber bewusst zu sein, sich in einer Illusion zu befinden. Schon der kleinste Zweifel könnte tödlich sein. Als Halb-Vulkanier ist Spock in der Lage, seine Gedanken entsprechend zu kontrollieren. Mittels einer Gedankenverschmelzung gibt er diese Fähigkeit an seine menschlichen Begleiter weiter. Als die Earps eintreffen, verschießen sie all ihre Munition, doch die Kugeln durchdringen Kirk und seine Leute ohne jede Wirkung. Schließlich schlägt Kirk Wyatt Earp zu Boden und überlegt, ihn zu erschießen, entscheidet sich aber letztlich dagegen.
Kirk und seine Leute, einschließlich Chekov, finden sich nun auf der Brücke der Enterprise wieder, die sie in Wirklichkeit nie verlassen hatten. Die Boje erscheint erneut und explodiert. Daraufhin meldet sich der Melkote und erklärt, er sei beeindruckt von Kirks Entscheidung, nicht zu töten. Die früheren Warnungen gelten jetzt nicht mehr und die Enterprise wird eingeladen, den Planeten der Melkoten anzufliegen.

## Verbindungen zu anderen Star-Trek-Produktionen
Einige Elemente aus dieser Folge wurden in späteren Star-Trek-Produktionen wieder aufgegriffen:
- In Folge 6.08 (Eine Handvoll Datas) der Serie Raumschiff Enterprise – Das nächste Jahrhundert von 1992 werden ebenfalls einige Besatzungsmitglieder der Enterprise D in einer Wildwest-Simulation gefangen, hier allerdings aufgrund einer Holodeck-Fehlfunktion.
- In Folge 2.08 (Ich, Excretus) der animierten Serie Star Trek: Lower Decks von 2021 kommt ein Holodeck-Programm mit dem Tombstone-Set aus Wild West im Weltraum vor.

## Produktion

### Drehbuch
Drehbuchautor Gene L. Coon ließ sich in den Credits der Folge nur unter seinem Pseudonym Lee Cronin nennen.
Der Arbeitstitel der Folge lautete The Last Gunfight. Diesen Titel verwendete James Blish auch für seine Textfassung der Folge.

### Darsteller
McCoy-Darsteller DeForest Kelley spielte in den 1950er und 1960er Jahren in zahlreichen Western-Produktionen mit. In Folge 4.08 (The Gunfight at the O.K. Corral (October 26, 1881)) der Serie You Are There von 1955 verkörperte er Ike Clanton und im Film Zwei rechnen ab von 1957 Morgan Earp.
Auch William Shatner, Leonard Nimoy, James Doohan sowie alle Gaststars der Folge hatten zuvor in Westernfilmen und -serien mitgespielt.
Rex Holman, Darsteller von Morgan Earp, spielte auch J'onn im Film Star Trek V: Am Rande des Universums von 1989.

### Kulissen
Es war ursprünglich geplant, für die Folge Außenaufnahmen in einer echten Westernstadt zu drehen. Aus Budgetgründen waren aber nur Studioaufnahmen möglich. So wurde die Folge letztlich in einem surrealen Stil gedreht, indem nur Versatzstücke von Westernstadt-Kulissen zum Einsatz kamen.

### Kostüme
In Produktionsreihenfolge ist Wild West im Weltraum die erste Folge, bei der die für die dritte Staffel neu gefertigten Uniformen zum Einsatz kamen. Das Design blieb unverändert, aber statt aus Velours waren diese neuen Uniformen aus Polyester gefertigt.

## Adaptionen
James Blish schrieb eine Textfassung von Wild West im Weltraum, die auf Englisch erstmals 1969 in der Geschichtensammlung Star Trek 3 erschien. Die deutsche Übersetzung erschien 1972.

## Rezeption
Zack Handlen nannte Wild West im Weltraum 2012 als eine der zehn Folgen von Raumschiff Enterprise, die die Serie am besten repräsentieren.
Eoin O’Carroll führte Wild West im Weltraum 2012 im Christian Science Monitor in einer Aufstellung der 10 besten Folgen von Raumschiff Enterprise auf Platz 9.
Aaron Couch und Graeme McMillan erstellten 2016 anlässlich des 50-jährigen Jubiläums von Star Trek in Zusammenarbeit mit verschiedenen Beteiligten aus dem Franchise für den Hollywood Reporter eine Liste der 100 besten bis dahin ausgestrahlten Folgen. Wild West im Weltraum wurde hierbei auf Platz 90 gewählt.
Don Kaye erstellte 2017 für die Website Den of Geek eine Liste von 15 Raumschiff-Enterprise-Folgen, die zwar allgemein als schlecht gelten, aber dennoch einen gewissen Charme besitzen. Wild West im Weltraum führte er hierbei auf Platz 10.
Christian Blauvelt listete Wild West im Weltraum 2022 auf hollywood.com in einem Ranking aller 79 Raumschiff-Enterprise-Folgen auf Platz 43.

## Parodien und Anspielungen
In Folge 2.43 (Schießerei in der Geisterstadt) der Zeichentrickserie The Real Ghostbusters von 1987 nehmen die Protagonisten ähnlich wie in Wild West im Weltraum unfreiwillig die Rolle der Clantons ein und müssen gegen die Geister der Earps und Doc Hollidays antreten.
Die Folge 4.12 (Der letzte Trekki) der Zeichentrickserie Futurama von 2002 parodiert zahlreiche Folgen von Raumschiff Enterprise. Unter anderem wird hier Wild West im Weltraum als eine der Folgen von Raumschiff Enterprise genannt, in denen ein Kampf auf Leben und Tod vorkommt.
In der Folge To Serve All My Days der Fanserie Star Trek: New Voyages von 2006 unterhalten sich der ältere Chekov (hier ebenfalls von Walter Koenig gespielt) und sein jüngeres Ich über die Ereignisse aus Wild West im Weltraum.
In der Folge Pilgrim of Eternity der Fanserie Star Trek Continues von 2013 kommt das Tombstone-Set aus Wild West im Weltraum als Holodeck-Simulation vor.
Die Folge 5.13 (Geladen und entsichert, englisch: Spectre of the Gun) der Fernsehserie Arrow trägt den gleichen Originaltitel. Inhaltlich bestehen aber keine Parallelen.